# Millepertuis hérissé
Hypericum hirsutum
Espèce
Classification APG III (2009)
Le Millepertuis hérissé, Millepertuis hirsute ou Millepertuis pubescent (Hypericum hirsutum L.), est une espèce de plantes à fleurs de la famille des Clusiacées selon la classification classique (ou des Hypéricacées selon la classification phylogénétique).

## Description
Hypericum hirsutum est une plante herbacée vivace d'une hauteur de 40 à 80 cm. Elle se distingue des autres millepertuis notamment par le fait qu'elle est densément pubescente et par ses cils glanduleux noirs qui bordent les sépales.

## Distribution
Le millepertuis hérissé est présent en Europe, surtout centrale et boréale, et en Asie occidentale, de l'Arménie à la Sibérie.
On le trouve presque partout en France, mais il est absent de Corse.

## Écologie
Bois, talus, bords des chemins, prés ombragés ; préférence pour le calcaire.